# OpenDocument
OpenDocument（オープンドキュメント、日: オフィス文書のためのオープン文書形式）は、XMLをベースとしたオフィススイート用のファイルフォーマットである。
構造化情報標準促進協会 (OASIS)、国際標準化機構 (ISO) / 国際電気標準会議 (IEC)および日本産業規格 (JIS X 4401:2014)、韓国工業規格、ブラジル、南アフリカの標準規格に認定されている。
競合国際規格として、「ISO/IEC 29500:Office Open XML(OpenXML, OOXML) 」がある。

## 概要
OpenDocumentは、OpenOffice.orgが利用していたドキュメントファイルフォーマットを元に策定された、オフィスソフト用の文書ファイルフォーマットである。
一つの規格でありながら、テキスト、表計算（スプレッドシート）、プレゼンテーションの他、数式、グラフィックドキュメント、データベースの各形式をサポートしている。
多言語対応となっており、仕様上は、文章・段落・文字列について、各々「言語」及び「国又は地域」を指定できるようになっている。
データの記述方法とその（画面上および紙上での）表現方法については一定の規格があるが、詳細な表現方法については各アプリケーションに依存している。そのため、閲覧するオペレーティングシステムやアプリケーションによって、表示される結果が異なることがある。しかし最近ではソフト間の対応によって、これらの問題は改善されつつある。

## 仕様
ODFは、複数のXMLファイルをZIP形式でデータ圧縮したファイルである。
ODFファイルの中身となっているXMLファイルはそれぞれ次のような内容となっている。
content.xmlテキストコンテンツ
meta.xmlメタ情報。
settings.xml設定情報
styles.xmlテキストのスタイル情報
meta-inf/manifest.xmlXMLファイルの構造
Thumbnails/thumbnail.pngサムネイル画像（必須ではない）

## ファイルの種類
| ファイルの種類       | 拡張形式 | MIMEタイプ                                      | ODF仕様 |
| -------------------- | -------- | ----------------------------------------------- | ------- |
| ワープロ             | .odt     | application/vnd.oasis.opendocument.text         | 1.0-    |
| 表計算               | .ods     | application/vnd.oasis.opendocument.spreadsheet  | 1.0-    |
| プレゼンテーション   | .odp     | application/vnd.oasis.opendocument.presentation | 1.0-    |
| 図形                 | .odg     | application/vnd.oasis.opendocument.graphics     | 1.0-    |
| グラフ               | .odc     | application/vnd.oasis.opendocument.chart        | 1.0-    |
| 数式                 | .odf     | application/vnd.oasis.opendocument.formula      | 1.0-    |
| イメージ             | .odi     | application/vnd.oasis.opendocument.image        | 1.0-    |
| マスタードキュメント | .odm     | application/vnd.oasis.opendocument.text-master  | 1.0-    |
| データベース         | .odb     | application/vnd.oasis.opendocument.base         | 1.2-    |

## バージョン
- OpenDocument 1.0
  - OpenDocument 1.0 は2005年5月1日にOASIS標準規格として承認された規格である。
- OpenDocument 1.0 (second edition)
  - OpenDocument 1.0 (Second edition)は、2006年5月1日にISO/IEC 26300:2006 として公開された規格である。これはOASISによる Committee Specification を含み、JTC1 ballot のコメントを検討した上で、編集上の修正がなされたものである。国際規格化されたことに伴い、2007年に韓国工業規格 KS X ISO IEC 26300、2008年にブラジルABNT NBR ISO/IEC 26300、南アフリカSANS 26300 の各国で相次いで規格化された。日本に於いては、2010年にJIS X 4401:2010として規格化された。
- OpenDocument 1.1
  - OpenDocument 1.1 は2006年10月19日にOASISにより策定された規格である。アクセシビリティの観点から諸機能が追加された[8]。また、"The Open Document Format for Office Applications (OpenDocument) Specification"の バージョン1.1が、2007年1月16日に行われた投票の結果、OASIS標準規格として2月1日に承認された[9]。このことは2007年2月13日に公式に発表された[10]。この規格は、2012年3月8日に ISO/IEC 26300:2006/Amd 1:2012 - Open Document Format for Office Applications (OpenDocument) v1.1として公開された。[11][12]
- OpenDocument 1.2
  - OpenDocument 1.2 は、2011年10月5日にOASIS標準規格として承認された規格である。RDFベースのメタデータ、OpenFormulaに基づくスプレッドシートの計算式等の標準化などが行われた[13]。この規格は2015年6月17日に ISO/IEC 26300:2015として公開された。[14][15][16]

- OpenDocument 1.3
  - OpenDocument 1.3 は、2021年5月27日にOASIS標準規格として承認された規格である[17]。OpenDocument 1.2を改訂したもので、ドキュメントへの電子署名、OpenPGPベースの暗号化、変更追跡などが加わった[18]。 また、仕様不足であったところの明確化が行われている[19]。

## 経緯
一般にプロプライエタリなフォーマットでは、そのプロプライエタリさを支えている「ライセンス」の文言上の禁止事項により以下のような問題点があることが極めて多い（著作権法上、そのような禁止事項にどのような法理があるのかはともかく）。
互換性が無い
複数のデータ形式は互換性がない。特定の製品で作成したデータは、基本的に他社の製品では使用することができない。
仕様が非公開
データ形式は公開されていないため、第三者が相互変換のためのツールを作成するなどの対策を行うことや対応するシステムを開発することは困難である。
このことは、既に広く使われている製品を選択せざるを得ない状況を生み、特定製品に依存するシステムを生むため、営業戦略において効果的であった。実際、MS-DOS全盛時代において表計算ソフトLotus 1-2-3、日本国内でワープロソフト一太郎を普及させ、Windows全盛期においてはオフィススイート製品の分野においてMicrosoft Officeの独占に近い状態をもたらした一因ともなっている。
このように、特定ベンダによって独占されたファイル形式に依存すること（ベンダロックイン）は、コンピュータの環境が変わると過去のドキュメントの参照や編集ができなくなるなど、知的資産としてのドキュメントの存在意義を低下させる上に、電子文書の活用を妨げるものでもあった。
また、Microsoft Officeが提供されていないオペレーティングシステム（Linuxなど）の普及に伴い、Microsoft Officeとデータを交換できるオフィススイート向けファイル形式も必要とされていた。
要するに情報化社会において、（法学的にはともかく）コンプライアンスを遵守しライセンスに従わなければならないならば、プロプライエタリなフォーマットで作られたデータは、サポートの終了などによりゴミになってしまうか、ライセンス違反を犯すか、という多大なリスクとなっていた。
よって、特定ベンダに独占されないオープンなファイル形式（オープンフォーマット）の要求、オフィススイート共通のドキュメントファイル形式を策定する動きが起こり、特定のベンダーに依存しないオフィススイートのためのファイル形式として、OASISのオフィス文書のためのオープン文書形式技術委員会によって策定された。なお、策定開始時の仕様は、サン・マイクロシステムズが「OpenOffice.org」のファイル形式をもとに作成したものである。

## 反応

### 支持団体
OpenDocumentは、一部の公共団体、企業とソフトウェア製品から支持されている。
- OpenDocument Format Alliance
  - IBM、Google、コーレル、アメリカ図書館協会、ジャストシステムなど、600以上の企業・団体が普及促進[20]
- OASIS ODF Adoption Committee
  - インド政府の国立情報センター、オランダの税関管理局ほか
- 日本Open Source Office Suites & OpenDocument Format利用推進グループ（ODPG）[21][22]
  - アイコクアルファ株式会社、会津若松市、株式会社アシスト、エヌ・ティ・ティ・コムウェア株式会社、クリオン株式会社、株式会社コミューチュア情報システム、三洋機工株式会社、住友電気工業株式会社、住友電工情報システム株式会社ほか
- Apple、 アドビ、 Google、 IBM、 インテル、 マイクロソフト、 ノキア、 ノベル、 レッドハット、 サン・マイクロシステムズ 、カノニカルなどのIT企業
- オープンソースオフィスソフト LibreOffice、 Apache OpenOffice 、 KOffice などが標準ファイル形式として採用、普及促進をしている。
- OpenDoc Society

### 採用
| 組織                               | 採用時期       | 備考 |
| ---------------------------------- | -------------- | --- |
| 国土交通省（日本）                 | 2007年         | 2007年頃から申請書などでODF形式を採用 |
| マサチューセッツ州政府（アメリカ） | 2007年01月01日 | 2005年9月2日に米国マサチューセッツ州が2007年1月1日以降の同州の公文書のフォーマットをODFとする方針を発表した。その後、担当者の辞任等が相次ぎ、2007年8月1日、マサチューセッツ州は、ODFに加えOOXMLを同州の公文書フォーマットの一つとして追加採用する方針を発表している。 |
| マレーシア政府                     | 2007年08月     | 2007年8月、ODF形式をマレーシアの公共機関で採用する計画を発表 |
| ベルギー政府                       | 2007年09月     | ベルギー政府は、2007年9月から連邦政府全省庁でODFの可読を義務化、2008年9月からODF を文書交換用ファイル形式として採用した。 |
| 会津若松市役所（日本）             | 2008年08月     | 2008年8月よりOpenOffice.orgを標準ソフトとして840台に導入し、ODF形式を標準フォーマットとして採用した。 |
| 交野市役所（日本）                 | 2010年07月     | Microsoft Office 2007ならびに2010年7月からOpenOffice.orgを標準ソフトとして導入し、ODF形式を標準フォーマットとして採用した。 |
| 経済産業省（日本）                 | 2011年         | 2011年ごろから一部調達仕様により、ISO 26300(ODF)形式により保存したファイルの納品を要求。 |
| 徳島県庁（日本）                   | 2011年07月01日 | 2011年7月1日からOpenOffice.orgを標準ソフトと位置付け約4,000台に導入し、ODF形式を標準フォーマットとして採用した。 |
| JA福岡                             | 2011年12月06日 | 2011年12月6日からLibreOfficeを標準ソフトとして約400台に導入、ODFを標準フォーマットとして採用した。 |
| 甲賀市役所（日本）                 | 2012年04月     | 2012年4月ごろよりLibreOfficeを導入。ODFを標準フォーマットとして採用 |
| ポルトガル政府                     | 2012年11月     | ポルトガル政府は、2012年11月、ODF形式を採用 |
| イギリス政府                       | 2014年06月     | イギリス政府は、2014年6月、政府が利用する外部交換用文書形式としてODF採用を発表 |
| 台湾中央政府                       | 2015年06月     | 2015年6月、台湾中央政府は政府の利用する文書形式としてODFの利用を発表。自治体や企業にODFの利用を呼びかける。 |
| イタリア国防省                     | 2015年09月     | イタリア国防省は使用するオフィスソフトをLibreOfficeに移行し、省内で利用する文書形式にODFを採用。 |
| フランス政府                       | 2015年07月     | 2015年7月、フランス政府は政府内で利用する文書形式としてODFの利用を確認。OOXMLの利用は却下された。 |
| 北大西洋条約機構                   |                | 義務的な利用 |

### アプリケーションソフトウェアの対応
The Document Foundation
LibreOffice は、ODFを標準ファイル形式として採用している。
Apacheソフトウェア財団
Apache OpenOfficeは、 ODFを標準ファイル形式として採用している。
ジャストシステム
一太郎 2006、花子 2007も追加モジュール（一太郎は2006年9月、花子は2007年2月リリース）によってODFの入出力に対応した。また、三四郎 2008、Agree 2008では2008年10月リリースの修正プログラムを適用することで対応する。4製品ともその後のバージョンでは標準で対応している。また、JUST Slideは当初から標準で対応している。JUST CalcとJUST Focusでは、法人向け版のみ対応している。
マイクロソフト
2009年に「2007 Office system Service Pack 2 (SP2)」をリリースし、Word、Excel、PowerPointでODFの読み込み、保存に対応した。また、Windows 7付属のワードパッドでも対応した。

### 批判
- OASIS ODF 1.0、1.1、ISO/IEC 26300:2006 では、表計算の数式言語、構文、関数が明確に定義されていない[42][43]。
- OASIS ODF 1.0、1.1、ISO/IEC 26300:2006 では、電子署名が定義されていない[44]。